# 螢火蟲
通常，螢火蟲是指鞘翅目萤科（學名：Lampyridae）一类自身会发光的昆虫，又稱火金姑 （閩南語）、火焰蟲（客語）、游火蟲（吳語）、亮火蟲（四川官話）、火火蟲（雲南官話）；古稱耀夜、景天、熠燿等。全球已知萤科昆虫有140属2200余种。由于雌光螢科在形态及发光行为上与萤科很相似，因此萤火虫广义上也包括雌光螢科昆虫。

## 形态
萤火虫的复眼是重叠像眼，同种雄性的复眼比雌性更大，并且具有更强的视觉适应性。其视觉系统只有两种视蛋白，一种对紫外光敏感，一种对长波光敏感。
在萤火虫的腹部下部有着很多白色斑块。其实是它的甲壳中对光透明的部分。在内部有一块白色的膜，可以反射光。所以在日间这个部位呈现白色。

## 生活史
萤火虫属于完全变态昆虫，其生活历程包括卵、幼虫、蛹及成虫四个发育阶段。这些昆虫根据栖息环境的不同，其一代的周期也有所差异，水生萤火虫大约需要4个月至半年，而陆生萤火虫则通常需要一年，某些种类甚至需要长达两年的时间。
萤火虫的卵期持续时间不一，从短至二三十天，到长达3至4个月不等。卵的形状通常为圆球形或橄榄球形，颜色多样，有乳白色、 黄色、 红褐色和橙色等，大小也有所差异。卵的孵化受多种外界因素影响，如三叶虫萤的卵更喜欢较低温度和厚实的土壤，但温度太低则会延缓卵的发育，而光照对卵的孵化则基本没影响。
幼虫期是萤火虫生命周期中最长的阶段，可以持续几个月到十个月甚至更久。在此期间，萤火虫需要经历多次蜕皮，其形态和颜色随着成长逐渐变化。幼虫的呼吸方式根据其生活环境的不同而有所区别，陆生幼虫主要通过气孔呼吸，而水生幼虫则通过呼吸鳃呼吸，但条背萤幼虫却以寡气孔进行呼吸。萤火虫幼虫具臀足，用于将身体吸附在物体上，清理体表脏物和辅助爬行。此外，穹宇萤幼虫还会用臀足筑巢化蛹。
萤火虫的蛹期通常持续约一个月。幼虫在末龄期就会开始寻找适宜的场所化蛹，化蛹前幼虫的身体会略微弯曲，停止活动，进入预蛹期。陆生萤火虫会选择在草丛土表、石头缝或树洞里蜕皮化蛹；水生萤火虫则一般会在水边石头或苔藓下比较松软的地方建造一个蛹室化蛹。大部分萤火虫的蛹在蛹期内不具备明显的活动能力，但个别物种的蛹可以移动，甚至进行雌雄配对。蛹期内，萤火虫的性别可以通过外观区分，一般来说雌蛹个体较大。部分种类的萤火虫在蛹初期，发光物质会在身体四处流动，整个身体会发出淡淡的萤光；而到了末期发光物质会聚集在尾部，只有尾部发光。
成虫期的萤火虫显示出明显的雌雄二型性，外形差异显著。雄虫基本都有翅， 但窗萤属、短角窗萤属、垂须萤属、扁萤属及部分熠萤属的雌虫翅膀退化甚至全部消失。 雌雄成虫飞行和行为模式也有所不同。雄性成虫通常活跃于夜晚，进行长距离飞行和发光，而雌性则活动较少，多数情况下隐藏在植被中很少飞行或不能飞行。成虫寿命一般为一周左右， 部分种类可达20-30天甚至更久。 成虫期的萤火虫通过发光进行交流和吸引配偶，这一特性是其最为人所知的特征。
萤火虫雌雄成虫交配之后，雄虫在一两天之内就会死亡，雌虫则在产完卵后的一两天之内死亡。水生萤火虫雌虫在水边土堤潮湿阴暗处产卵，陆生萤火虫喜欢在杂草、树荫下或石下阴暗处产卵。

## 分布
萤火虫广布于除南极洲以外的世界各大洲，主要生活在热带和亚热带地区。每个月份都会有萤火虫成虫羽化，但地点和数量会有差异。根据其生活环境可分为陆生、水生和半水生三类生态型。

## 行为

### 发光行为

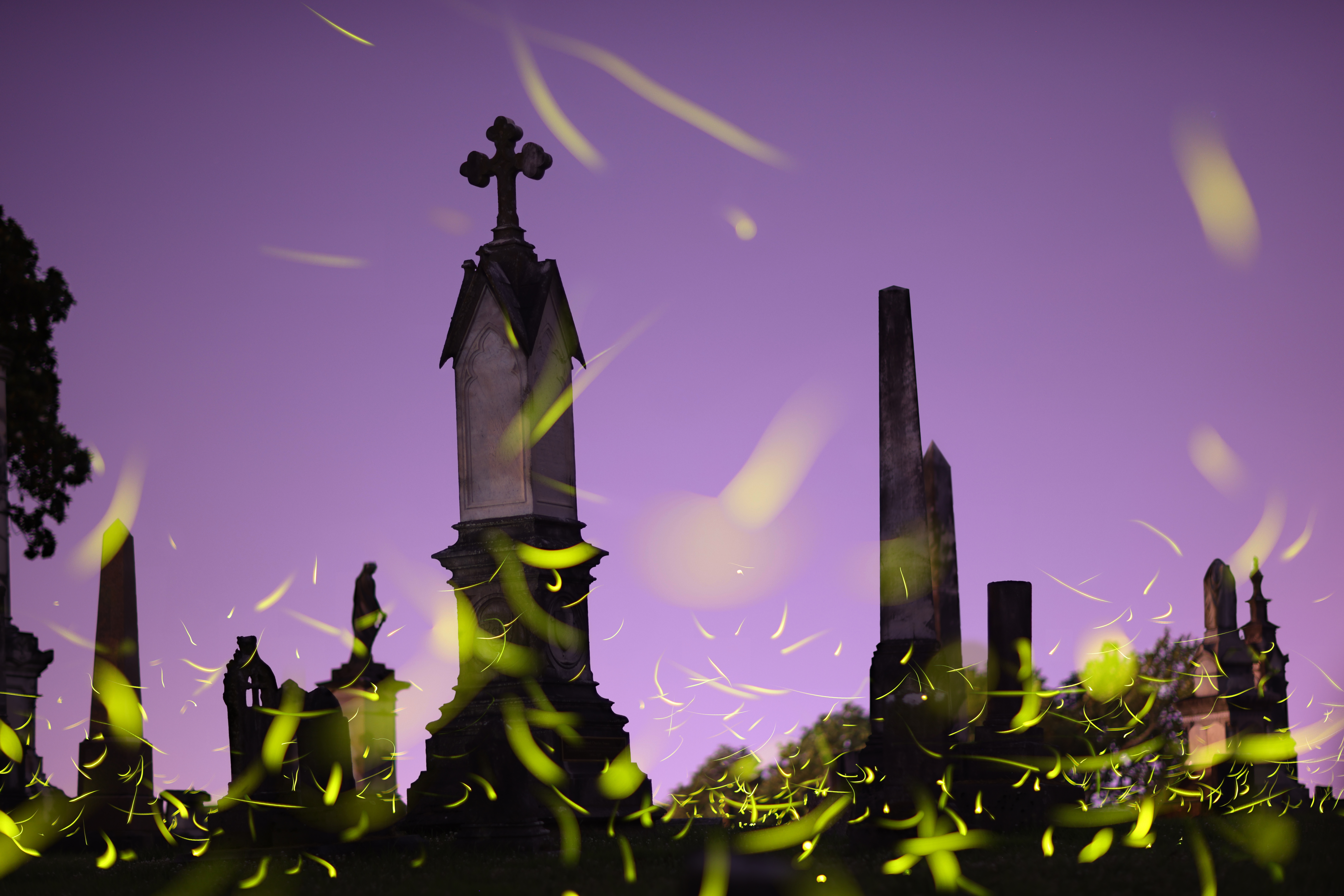
6月的某个夜晚飞舞的萤火虫，摄于美国田纳西州纳什维尔的橄榄山公墓

萤火虫是陆地生物中能够进行生物发光的种类最多的生物群体之一，至少1亿年前萤科祖先昆虫就已具备发光能力。萤火虫闪光信号起源于幼虫阶段，后进化为成虫的两性交流信号，闪光信号在萤科中趋同进化了两次，部分萤火虫闪光信号独立进化了3次，既利用闪光信号进行求偶，又模仿其他种类萤火虫的求偶信号进行捕食。
除了一些昼行性的窗萤及锯角萤等的成虫不具备发光能力，大部分夜行性萤火虫的卵、幼虫、蛹和成虫均可发光，但也有少数弩萤属等的幼虫会发光但成虫却不发光。发光是由一系列连续的微小脉冲组成，颜色一般为黄色、 绿色、 黄绿色或淡红色。多数种类的萤火虫都是雄成虫到处飞寻找雌成虫，而有些种类则是雌萤发出很强的光吸引雄萤。当萤火虫吸入乙酸乙酯几分钟后腹部发光器就会发出持续的光。
萤火虫的成虫通过腹部发光器进行发光和调整频率，其主要作用包括利用光信号交流、求偶、警戒和诱杀等。幼虫发光是为了交流、照明和警戒敌害；蛹发光是为了警戒敌害；卵发光可能是类似幼虫和蛹的警戒行为。生物荧光也可以作为群体的防御信号，当萤火虫被蜘蛛网粘住或被捕捉时，它们会发出沮丧信号来警告其他个体；有些幼虫的生物荧光也是一种防御捕食者的信号。
发光信号是萤火虫夜行性的显著特征，利用分离的闪光信号可以完成种间、种内和交配的识别。不同种类萤火虫的发光信号在长度和节律上都存在差异，根据发光动力学将发光分为三类：
- 第I类闪烁（flashes），持续时间少于2秒
- 第II类闪光（glows），持续时间长于2秒
- 第III类连续发光

第I类闪烁可以表现出强烈而短促的闪光，具有防卫效果；后两类可以吸引对闪光敏感的天敌。

### 繁殖

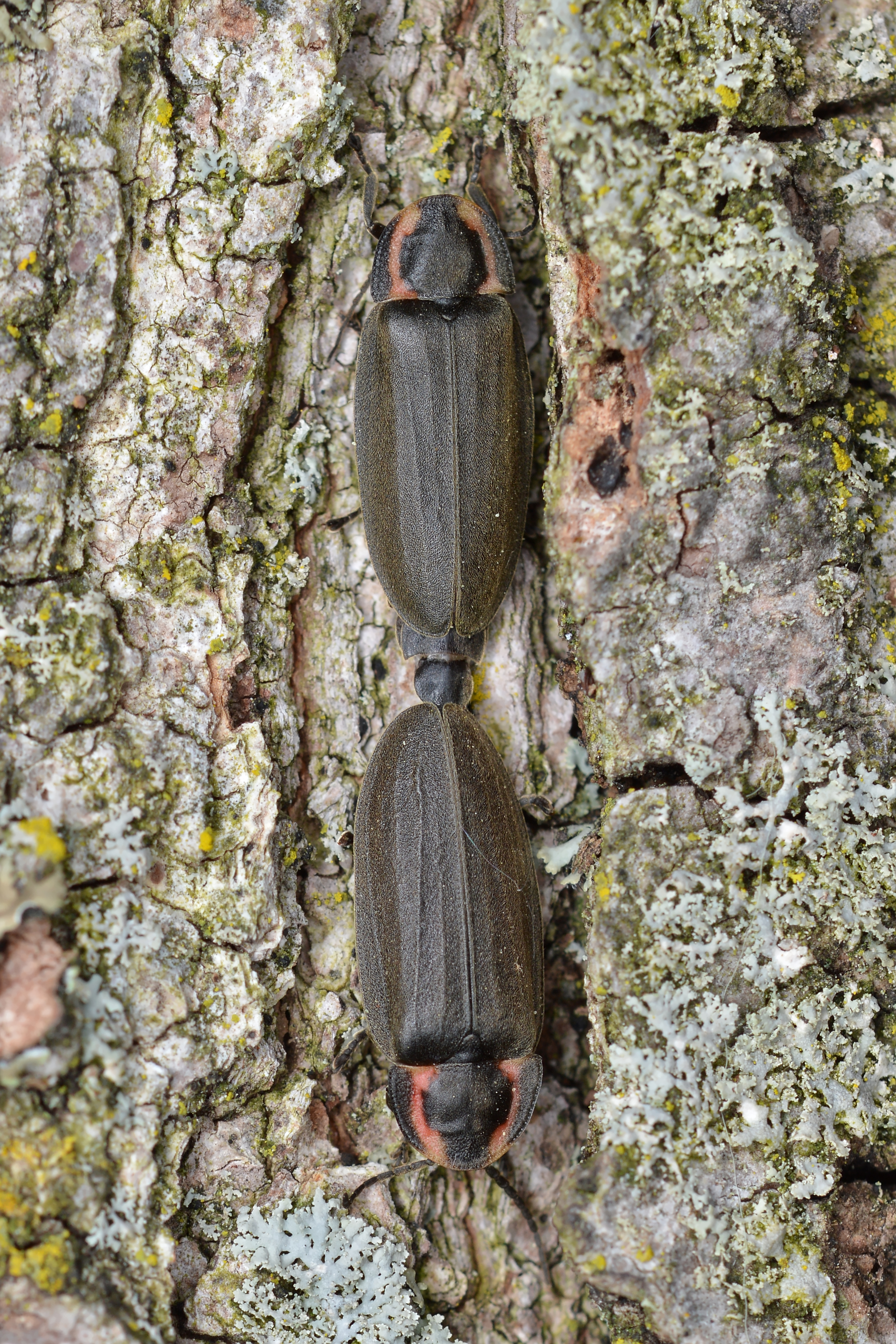
正在尾对尾交配的冬季萤火虫 (Ellychnia corrusca) ，摄于加拿大安大略省圭尔夫。

萤火虫的求偶行为主要以光信号为基础进行识别。雌性萤火虫在经历多次光/暗周期后，其发光信号的持续时间和强度会显著降低。这可能是因为雌虫首先将能量用于发出性信号，而后续信号强度降低可能是因为雌虫自身能量的枯竭。许多白天活跃的无法发光的萤火虫成虫使用性信息素进行交流，而一些可发光的萤火虫也可能采用光信号和性信息素结合的方式进行交流和求偶。
雄性萤火虫通常会在空中飞舞并发出特定节律和颜色的光，若雌虫同意求偶，则会以相同频率和颜色的闪光与雄虫相呼应，因此能够获得多个雌性回应的雄性个体通常会有更高的交配成功率。萤火虫的荧光信号特征可以反映个体的营养状况甚至精子质量，因此成为雌性选择雄性的重要指标之一。然而也有研究表明，萤火虫发光所需的能量并不高，因此发光特征与雄性自身的营养条件可能并不直接相关。
萤火虫的交配方式包括尾对尾体位和上下体位，有些种类则兼具两种方式。雌雄虫都具有多次交配的习性，且雄性有时会出现交配干扰和假交配现象。有时甚至还会发生雄虫与雄虫进行 “ 交配”。

### 取食行为
萤火虫的取食行为在不同的生态类型和生活阶段中表现出多样性。在成虫阶段，除了美洲的妖掃螢屬雌成虫可以模拟妖掃螢屬雌虫发光以猎杀该属雄虫并取食外，其他萤火虫成虫的口器高度退化，野外条件下主要取食露水、植物分泌物等液体或流食来补充营养，人工养殖条件下也可提供蜜水、糖水等增加活力。此外，一些萤火虫成虫还会摄入含有强心甾（一种有毒类固醇）的乳草属植物，用于生产荧光素。
萤火虫幼虫则是肉食性取食习性。陆生萤火虫幼虫主要以软体动物如蜗牛、蛞蝓以及蚯蚓等或其它小型动物和部分动物尸体为食，部分种类甚至会互相残食，在人工养殖条件下它们也可取食多种肉类。水生萤火虫幼虫主要以淡水螺类为食，但也可以取食其他的肉类。一些萤火虫幼虫在捕食时可能会表现出聚集捕食的现象，但具体的机理尚不清楚。
陆栖萤火虫幼虫通常利用嗅觉或味觉来检测蜗牛留下的物质，定位后会爬上蜗牛的壳，然后利用上颚攻击蜗牛并注入麻醉液，使其失去知觉后再分泌消化液将其分解并吸食。而半水生萤火虫幼虫则会在捕获猎物后迅速在水中进食或将其拖上岸进食，因为它们无法长时间在水中停留。

### 天敌

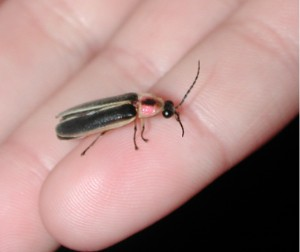
賓州妖掃螢 （Photuris pennsylvanicus）

萤火虫成虫在陆地环境中的天敌主要是蜘蛛、螨虫、蜈蚣、螳螂、食虫蝽象、蚂蚁等捕食性节肢动物，涡虫、 笄蛭等扁形动物，还有一些青蛙、蟾蜍、蛇、鸟类和蝙蝠等脊椎动物。美洲的妖掃螢屬雌性萤火虫会捕食雄性萤火虫。水域环境中，萤火虫的天敌主要有水黾、蝎蝽、水虿、虾蟹和部分鱼类等。
萤火虫陆生幼虫的天敌包括螨类、沼蝇、蚂蚁、真菌等，而水生幼虫则有水虿、爬沙虫等水生昆虫。
一些真菌如白僵菌会侵染萤火虫的卵和蛹，导致大量死亡，而许多昆虫和蜘蛛则会捕食萤火虫的卵。
萤火虫采取了一些生理和行为上的适应来抵御天敌的威胁。例如会产生毒素、进行适当的伪装、发出警戒的闪光等。某些蝙蝠会避免捕食萤火虫，可能是因为被捕食的萤火虫体内含有毒素。此外，一些萤火虫甚至演化出了在白天活动的习性，以减少被捕食的风险。

### 防御和报警行为
萤火虫的卵、幼虫和蛹通过发光来警戒潜在天敌。某些萤火虫通过强烈而短促的闪烁发光使捕食者惊恐或暂时性致盲。成虫在遇到危险时，如撞到蜘蛛网上，也会通过闪光发出警示信号，其他萤火虫发现信号后会远离危险区域。
许多种类的萤火虫能从身体的某些部位分泌出血淋巴或具有难闻味道的化学物质来吓阻敌人。萤火虫幼虫体内存在某些化合物，可引起捕食者恶心与呕吐。
一些种类的萤火虫幼虫具有警戒色，这些色彩图案对天敌起到了有效的恫吓作用，常常促使天敌放弃捕食。
萤火虫的运动能力较弱，但假死行为却极大地增加了它们逃脱天敌的机会。当受到刺激或惊扰时，萤火虫会停止闪光，进入假死状态，然后快速掉入草丛中或从较高的地方掉落，逃脱天敌的追捕。

## 发光原理

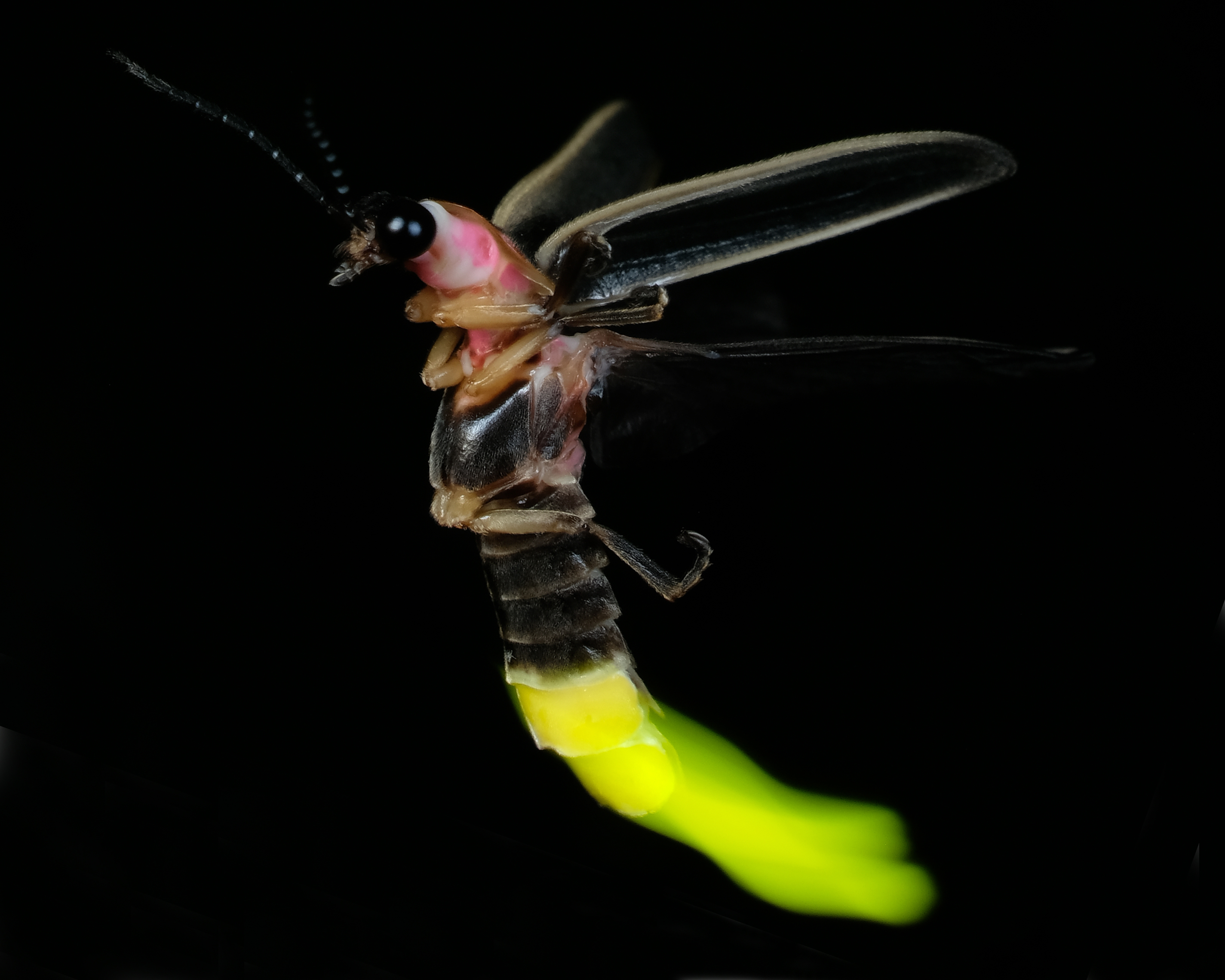
飞行中正在发光的東方螢火蟲（Photinus pyralis）

萤火虫的腹部内含有发光器，主要由发光细胞层和反光细胞层构成。在发光细胞中，含有荧光素（在萤火虫中的称为萤火虫萤光素（Firefly luciferin））和荧光素酶两种物质。荧光素酶是发光的催化剂，在其催化下，荧光素与氧气在细胞内的水的参与下消耗ATP，发生氧化反应，从而产生荧光。萤火虫通过调节呼吸节律来控制氧气供应，从而形成“闪光”。

### 发光反应
发光反应的反应式如下所示，螢光素，ATP（三磷酸腺苷）和氧气，在荧光素酶和2价镁离子的催化下产生右边的氧化荧光素（oxyluciferin），焦磷酸，二氧化碳，并发出荧光。
发光反应又分三个步骤：
1. 萤光素和ATP在荧光素酶和2价镁离子（Mg2+）的催化作用下，产生荧光素-腺苷酸（adenylluciferin）。
2. 荧光素-腺苷酸（adenylluciferin）和氧气发生氧化反应，产生激发态的氧化荧光素（oxyluciferin），和單磷酸腺苷（AMP）。
3. 激发态的氧化荧光素（oxyluciferin）回到基态，并发出光。

发光反应的产物---氧化荧光素在ATP提供能量的情况下，又将还原成荧光素，使得发光过程得以周而复始。

### 发光反应的控制
对于萤火虫发光的开关机制，存在多种理论，包括“氧气控制理论”和“神经控制理论”，但具体的控制机理尚未完全明确。氧气控制理论认为，控制荧光闪烁主要是通过调节氧化过程，通过一种“开关”方式短时间内阻断或开启氧化反应以实现荧光的闪烁。神经控制理论假设荧火虫具有一个神经控制结构叫做微气管末梢细胞，该结构在刺激下会在发光细胞中释放出神经信使分子，進而產生化学反应。
此外，萤火虫的发光还受到神经系统的控制。神经递质的改变会影响荧光特征，其中的章鱼胺水平和发光行为相关性很高。尽管神经系统确定参与了这个过程，但信号传递和神经系统到发光器之间的调控机制仍未完全阐明。

## 下属分类
本科包括以下属：
- Abscondita Ballantyne, Lambkin & Fu, 2013
- Afrodiaphanes Geisthardt, 2007
- Alecton Laporte, 1833
- Amydetes Hoffmannsegg, 1807
- Amydetes Illiger, 1807
- Anadrilus Kirsch, 1875
- Andecladodes Bocakova, Campello-Gonçalves & Silveira, 2022
- Ankonophallus Zaragoza & Navarrete, 2014
- Aorphallus Zaragoza & Gutiérrez, 2018
- Aquatica Fu, Ballantyne & Lambkin, 2010
- Aquilonia Ballantyne, 2009
- Araucariocladus Silveira & Mermudes, 2017
  - Araucariocladus amfractus Nunes, Souto & Silveira, 2019
  - Araucariocladus hiems Da Silveira & Mermudes, 2017[34]
- Aspisoma Laporte, 1833
- Aspisomoides Zaragoza, 1995
- Asymmetricata Ballantyne, 2009
- Atyphella Olliff, 1890
- Australoluciola Ballantyne, 2013
- Baolacus Pic, 1915
- Bicellonycha Motschulsky, 1853
- Brachylampis Van Dyke, 1939
- Brachypterodrilus Pic, 1918
- Brasilocladodes Bocakova, Campello-Gonçalves & Silveira, 2022
- Callopisma Motschulsky, 1853
- Callpisma
- Calotrachelum Pic, 1930
- Calyptocephalus Gray, 1832
- Cassidomorphus Motschulsky, 1853
- Ceylanidrillus Pic, 1911
- Ceylanodrilus Pic, 1929
- Cheguevaria Kazantsev, 2007
- Chespirito Ferreira, Keller & Branham, 2020
- Cladodes Solier, 1849
- Colophotia Dejean, 1833
- Colophotia Motschulsky, 1853
- Convexa Ballantyne, 2009
- Costalampys Silveira, Roza, Vaz & Mermudes, 2021
- Crassitarsus Martin, 2019
- Cratomorphus Motschulsky, 1853
- Curios Motschulsky, 1845
- 脈翅螢屬 Curtos Motschulsky, 1845
- 雙櫛角螢屬 Cyphonocerus Kiesenwetter, 1879
- Dadophora Duponchel, 1844
- Diaphanes Motschulsky, 1853
- Dilychnia Motschulsky, 1853
- Dodacles E.Olivier, 1885
- 弩螢屬 Drilaster Kiesenwetter, 1879
- Dryptelytra Laporte, 1833
- Electotreta Kazantsev, 2012
- Electrotreta Kazantsev, 2012
- Ellychnia Dejean, 1833
- Emarginoptyx Ballantyne, 2019
- Emasia Bocáková & Janisova, 2010
- Emeia Fu, Ballantyne & Lambkin, 2012
- Eoluciola Kazantsev, 2012
- Erythrolychnia Motschulsky, 1853
- Erythrolynchia Motschoulsky, 1853
- Ethra Laporte, 1833
- Eugeusis Westwood, 1853
- Falsophaeopterus Pic, 1911
- Flabellopalpodes Bocáková & Bocak, 2016
- Flabellototreta Pic, 1911
- Flabellotreta Pic, 1911
- Gorhamia Pic, 1911
- Harmatelia Walker, 1858
- Heterophotinus E.Olivier, 1894
- Hydaspoides Janisova & Bocakova, 2013
- Hyperstoma Wittmer, 1979
- Inflata Boontop, 2015
- Jamphotus Barber, 1941
- Kuantana Ballantyne, 2019
- Kuantana Ho, 2019
- Lamellipalpodes Maulik, 1921
- Lamellipalpus Maulik, 1921
- Lamprigera Motschulsky, 1853
- Lamprocera Laporte, 1833
- Lamprohiza Motschulsky, 1853
- Lampygnatha Pineda, Koike & Barros, 2019
- 螢屬 Lampyris Geoffroy, 1762
- Lampyris Müller, 1764
- Lampyroidea Costa, 1875
- Ledocas E.Olivier, 1885
- Lloydiella Ballantyne, 2009
- Lucernuta Laporte, 1833
- 鋸角螢屬 Lucidina Gorham, 1883
- Lucidota Laporte, 1833
- Lucidotopsis McDermott, 1960
- Lucio Laporte, 1833
- 熠螢屬 Luciola Laporte, 1833
- Luciolinae Lacordaire, 1857
- Luciuranus Silveira, Khattar & Mermudes, 2016
- Lychnacris Motschulsky, 1853
- Lychnobius Geisthardt, 1983
- Magnalata Ballantyne, 2009
- Magnoculus McDermott, 1966
- 拟屈翅萤属 Medeopteryx Ballantyne, 2013
- Memoan Silveira & Mermudes, 2013
- Microdiphot Barber, 1941
- Microlampyris Pic, 1956
- Micronaspis Green, 1948
- Microphotus LeConte, 1866
- Mimophaeopterus Pic, 1930
- Mimophotinus Pic, 1935
- Miocaenia Wickham, 1894
- Missimia Ballantyne, 2009
- Nelsonphotus Cicero, 2006
- Nyctocrepis Motschulsky, 1853
- Nyctophila E.Olivier, 1884
- 怪眼螢屬 Oculogryphus Jeng, Engel & Yang, 2007
- Oliviereus Pic, 1930
- Ophoelis E.Olivier, 1911
- Ototretadrilus Pic, 1921
- Ovalampis Fairmaire, 1898
- Pacifica Ballantyne, 2013
- Paracratomorphus Zaragoza, 2013
- Paraphausis Green, 1949
- Paraphotinus Zaragoza, 1995
- Pelania Mulsant, 1860
- Petalacmis E.Olivier, 1908
- Phaenolis Gorham, 1880
- Phausis LeConte, 1851
- Phosphaenopterus Schaufuss, 1870
- Phosphaenus Laporte, 1833
- Photinoides McDermott, 1963
- Photinus Laporte, 1833
- Photoctus McDermott, 1961
- Photuris Dejean, 1833
- Photuroluciola Pic, 1931
- Picodrilus Wittmer, 1938
- Platylampis Motschulsky, 1853
- Pleotomodes Green, 1948
- Pleotomus LeConte, 1861
- Pollaclasis Newman, 1838
- Presbyolampis Buck, 1947
- 黑脈螢屬 Pristolycus Gorham, 1883
- Prolutacea Cicero, 2006
- Protoluciola Kazanstev, 2015
- Pseudolychnuris Motschulsky, 1853
- Pseudolynchnuris Motschulsky, 1853
- Psilocladus Blanchard, 1846
- Pteroptyx E.Olivier, 1902
- Pteroptyx Ho, 2019
- Pterotus LeConte, 1859
- Pygatyphella Ballantyne, 1968
- Pygoluciola Wittmer, 1939
  - Pygoluciola abscondita (E.Olivier, 1891)
  - Pygoluciola ambita (E.Olivier, 1896)
  - Pygoluciola bangladeshi Ballantyne, 2019
  - Pygoluciola bangladeshi Ho, 2019
  - Pygoluciola calceata (E.Olivier, 1905)
  - Pygoluciola cowleyi (Blackburn, 1897)
  - Pygoluciola dunguna Nada, 2018
  - Pygoluciola guigliae (Ballantyne, 1968)
  - Pygoluciola hamulata (E.Olivier, 1885)
  - Pygoluciola insularis (E.Olivier, 1883)
  - Pygoluciola kinabalua (Ballantyne & Lambkin, 2001)
  - Pygoluciola matalangao Ballantyne, 2019
  - Pygoluciola matalangao Ho, 2019
  - Pygoluciola nitescens (E.Olivier, 1903)
  - Pygoluciola phupan Ballantyne, 2019
  - Pygoluciola phupan Ho, 2019
  - 穹宇螢 Pygoluciola qingyu Fu & Ballantyne, 2008
  - Pygoluciola rammale Wijekoon & De Silva & P. ruhuna Wijekoon & De Silva, 2024[35]
  - Pygoluciola satoi Ballantyne, 2008
  - Pygoluciola stylifer (Wittmer, 1939)
  - Pygoluciola tamarat Ho, 2019
  - Pygoluciola tamarat Jusoh, 2019
  - Pygoluciola vitalisi (Pic, 1934)
  - Pygoluciola wittmeri (Ballantyne, 1968)
- Pyractomena Melsheimer, 1846
- Pyractonema Olivier, 1907
- Pyractonema Solier, 1849
- 窗萤属 Pyrocoelia Gorham, 1880
- Pyrogaster Motschulsky, 1853
- Pyrophanes E.Olivier, 1885
- Pyropyga Motschulsky, 1852
- Pyropygodes Zaragoza, 2000
- Robopus Motschulsky, 1853
- Roleta McDermott, 1962
- Rufolychnia Kazantsev, 2007
- Scissicauda McDermott, 1964
  - Scissicauda antennata[36]
  - Scissicauda asymmetrica[36]
  - Scissicauda aurata[36]
  - Scissicauda balena Silveira, Mermudes & Bocakova, 2016
  - Scissicauda biflabellata[36]
  - Scissicauda disjuncta (E.Olivier, 1896)
  - Scissicauda gomesi[36]
  - Scissicauda jamari[36]
  - Scissicauda neyi[36]
  - Scissicauda truncata[36]
- Sclerotia Ballantyne, 2016
- Serratia Ballantyne, 2019
- 垂鬚螢屬 Stenocladius Fairmaire, 1878
- Tenaspis LeConte, 1881
- Triangulara Pimpasalee, 2016
- Trisinuata Ballantyne, 2013
- Uanauna Campello-Gonçalves, Souto, Mermudes & Silveira, 2019
- Vesta Laporte, 1833
- Ybytyramoan Silveira & Mermudes, 2014

## 威胁与保护
萤火虫面临的威胁主要来自夜间人工照明，这是萤火虫数量减少的主要原因。夜间人工照明可能会影响萤火虫的激素水平调节、基因表达水平下调、影响捕食行为、降低交配成功率等，进而影响它们的生存和繁衍。
农药、化肥、除草剂等化学物质的大量使用直接导致了农村萤火虫的消失。同时，城市化进程中的建设活动破坏了萤火虫的栖息地，池塘、湿地、树林等萤火虫和其食物的生存环境遭到破坏。旅游业可能直接破坏或退化萤火虫栖息地，例如在基础设施建设过程中对其生存环境的影响，以及游客对萤火虫栖息地的侵蚀和破坏。公众对萤火虫了解不足，缺乏保护意识和能力，政府官员也不了解萤火虫的重要性，导致了对萤火虫栖息地的破坏。
外来生物入侵导致了萤火虫喜欢吃的本地蜗牛的栖息地被侵占，影响了萤火虫及其食物的生存环境。农作物栽培制度的改变、水资源的枯竭、极端天气等因素也会影响萤火虫的生存。
多个国家致力于探索萤火虫的生态保育和人工复育技术。采取多种措施保护萤火虫，包括修复森林公园、营造萤火虫栖息地，以及将保护萤火虫的活动与景观开发相结合。此外，还成立了各种研究会、保育协会/基金会等组织，动员民间力量共同保护萤火虫。

## 利用
多个国家的萤火虫观赏旅游业每年吸引超过一百万游客前往，其中东南亚是游客数量最多的地区。
萤火虫的发光特性使其成为一种天然的生物指示器，对环境污染物的敏感性使其成为环境污染的生物指示器。另外，由于萤火虫对温度变化非常敏感且反应迅速，特别是海拔分布范围相对狭窄，因此也将其作为生物指示物用于监测气候变化对生物区的影响。

## 文化
中国古代误认为萤火虫是由腐烂的草变化而成。据《礼记·月令》篇：“季夏之月……腐草为萤”；《呂氏春秋·季夏紀》中：「季夏之月……腐草化為蚈」。這種說法延續二千多年。明代李時珍的《本草纲目》仍引陶弘景的說法曰：“此是腐草及烂竹根所化，初时如蛹，腹下已有光，数日变而能飞。”